# Lebanon, Connecticut
Lebanon är en kommun (town) i New London County i delstaten Connecticut, USA. Vid folkräkningen år 2000 bodde 6907 personer på orten. Den har enligt United States Census Bureau en area på totalt 2 km² varav 2,9 km² är vatten.